# Pandean (Durenan)
Pandean is een bestuurslaag in het regentschap Trenggalek van de provincie Oost-Java, Indonesië. Pandean telt 1906 inwoners (volkstelling 2010).